# 김태영 (1982년)
김태영(한국 한자: 金泰榮, 1982년 1월 17일 ~ )은 대한민국의 축구 선수로서 포지션은 수비수이다.

## 그 외
2008년 11월 9일 울산 현대 호랑이와의 K리그 원정 경기에서 자책골을 기록하여, K리그 1만 호 골로 기록되었다.